# Villa Lyckan

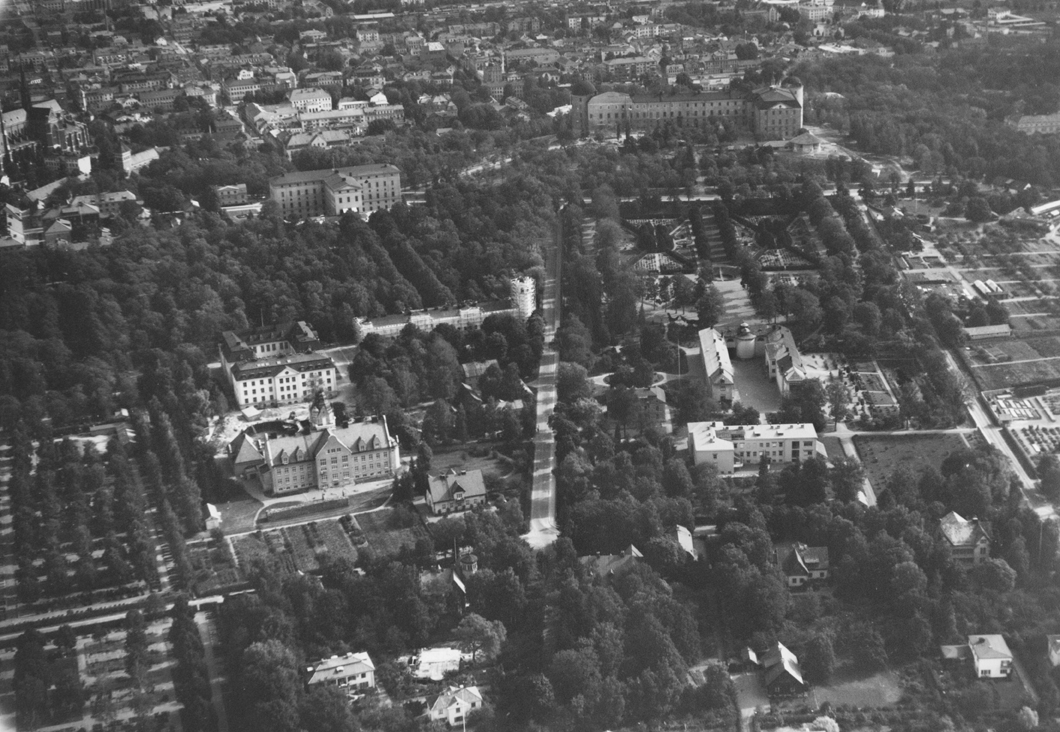
Oscar Bladh, flygfoto. Näst längst ned i bild ses från höger Villa Friden, Villa Lyckan och Villa Tomtebo. Mellan Villa Lyckan och Villa Tomtebo finns någon form av ekonomibyggnad.

Villa Lyckan var en fastighet från 1800-talet i stadsdelen Kåbo i Uppsala. 2011 revs huvudbyggnaden trots protester och flertalet överklaganden. 

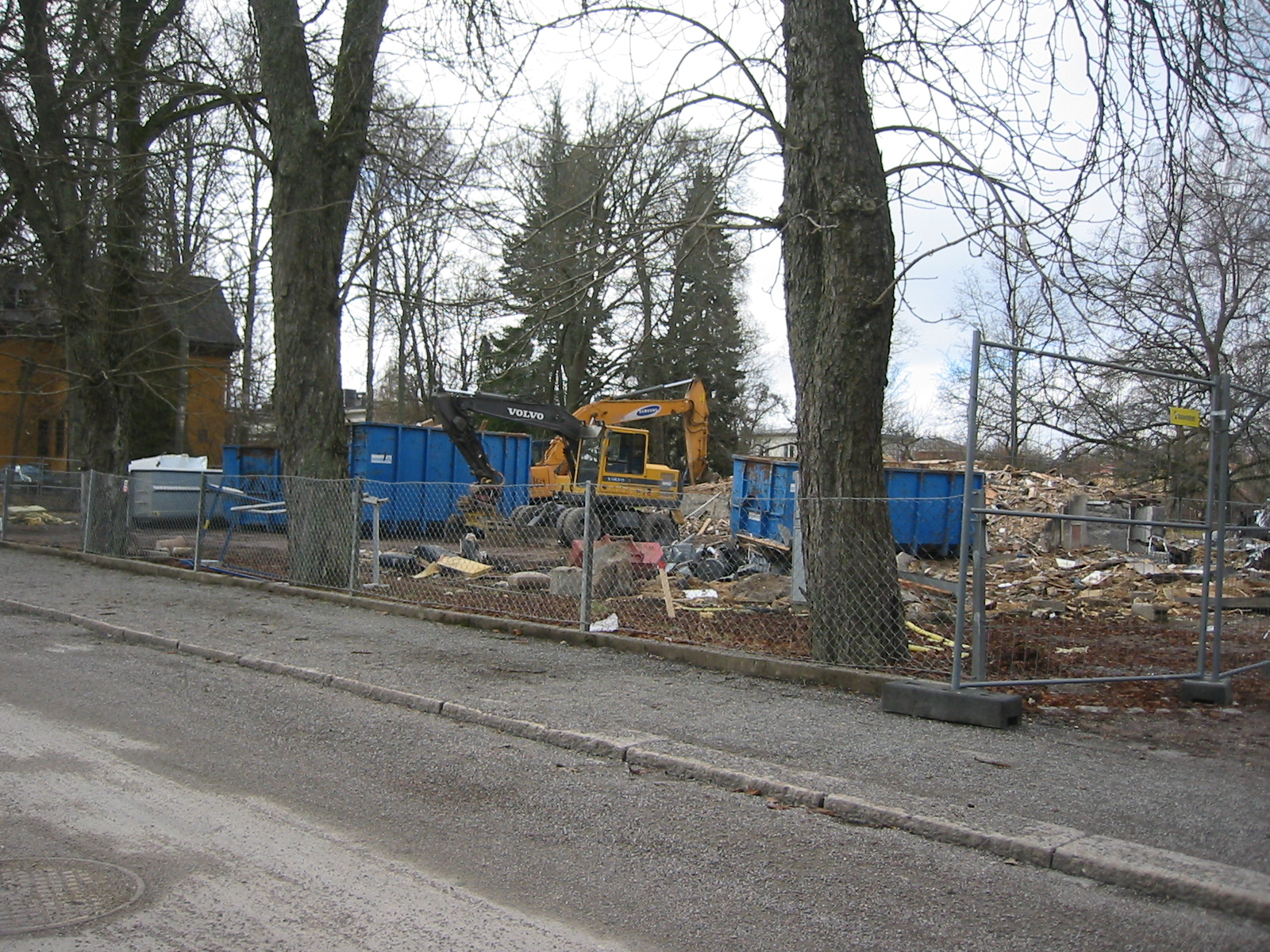
Rivning av Villa Lyckan – endast grunden återstår på bilden.

Historien bakom kvarteret är att  professor Frithiof Holmgren i början av 1880-talet fick en bit mark väster om Botaniska trädgården som han styckade i fyra tomter och byggde villor på, vilka fick namnen Åsen (Villavägen 1D), Tomtebo (Villavägen 3), Lyckan (Villavägen 5) och Friden 3 (13) (Villavägen 7). De fyra villorna nyttjades länge av Uppsala universitet; bland annat av universitetets filosofiska institution (Villa Lyckan).

## Bildgalleri

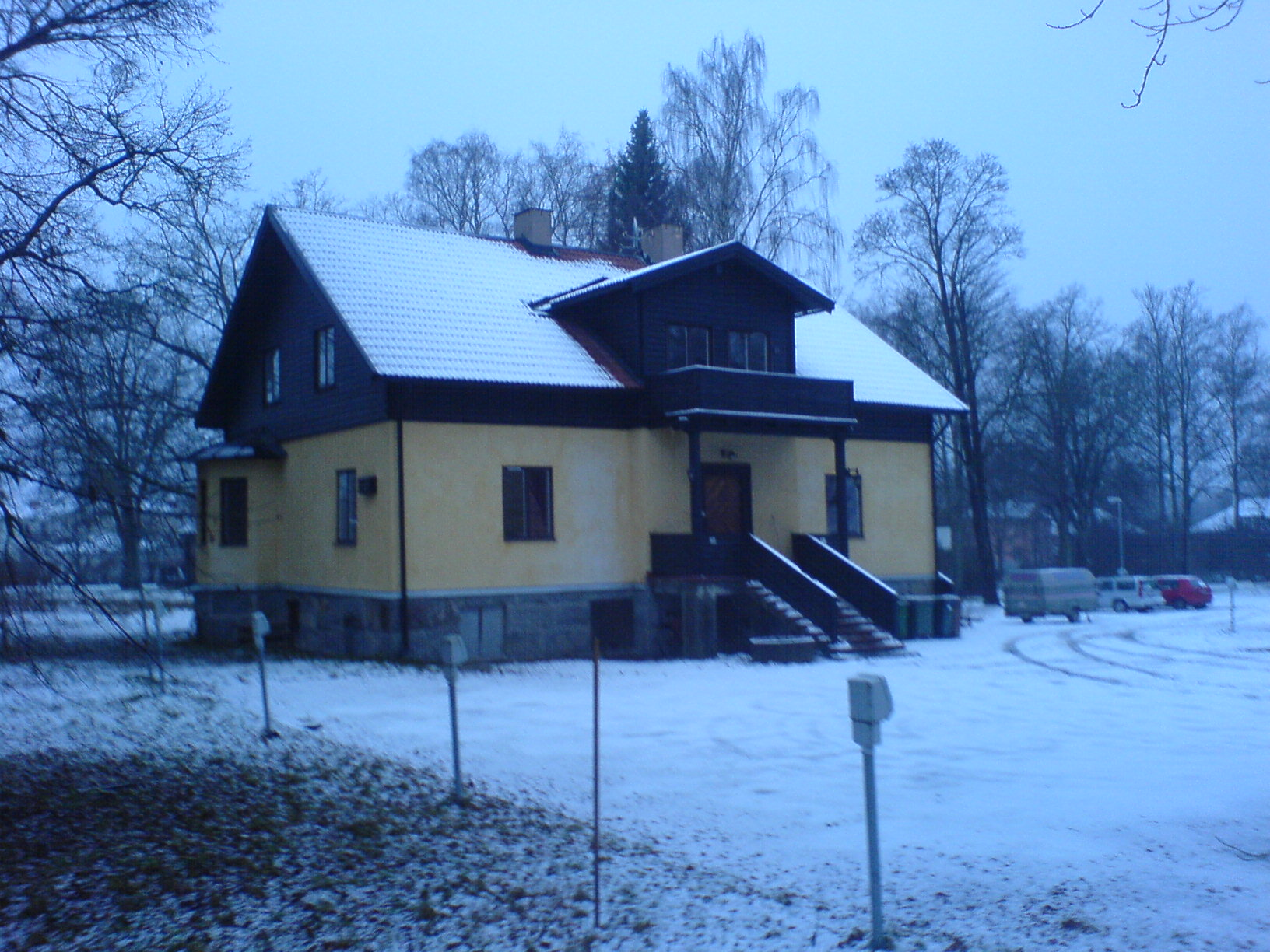
Villa Lyckan, sedd från gatan
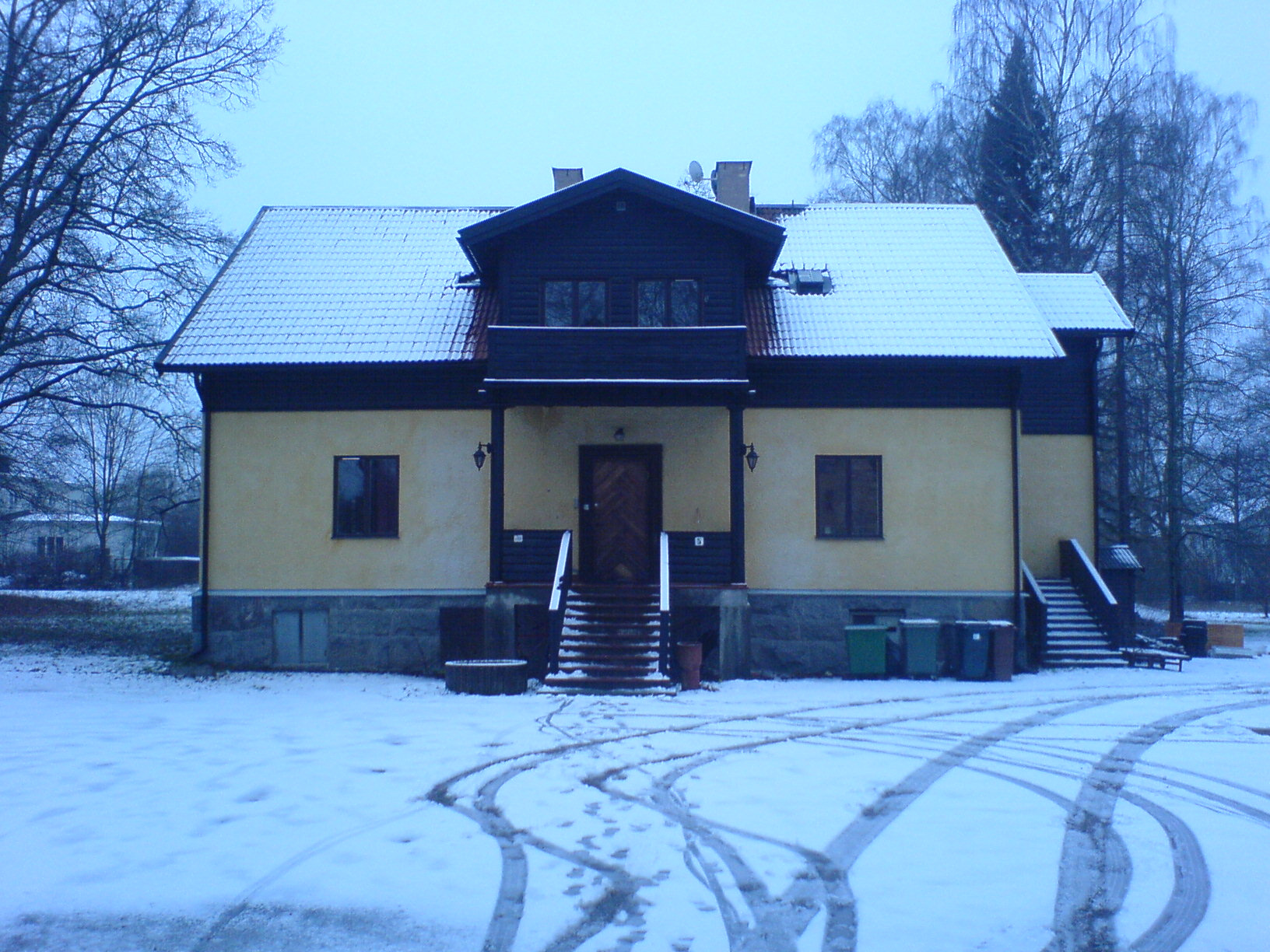
Villa Lyckan, sedd från gatan